# 作人館
作人舘（さくじんかん）は、かつて盛岡藩の日影門外小路（現・岩手県盛岡市中央通一丁目）に存在していた藩校。盛岡市立仁王小学校の前身とされる。

## 概要
盛岡藩の学校は1636年（寛永13年）に南部重直が盛岡城内の新丸に「稽古所」を設けたことに始まるとされ、その後、稽古所は日影門外に移転し、1840年（天保11年）、南部利済の代に「明義堂」の名を与えられた。明義堂は1862年（文久2年）に校地拡張と校舎新築の上で「作人館」に改称した。作人館は修文所・昭武所・医学所の3部門からなり、開校以降、士族の子弟は作人館に通うことが義務となった。学生が他国に遊学を希望する場合、文武と医学に限り、平素の勉学および教員の上申をもって判断され、許可が下りれば、江戸・大坂・長崎での勉学について藩費が支給された。学生数は200人で、藩費生と自費生の区別があり、学校の運営費は藩から支給された学田3千石で賄われた。
作人館は明治維新後、学制下で「第七大学区第十八番中学区第一番小学校」に改まり、現在の盛岡市立仁王小学校にその歴史を繋げている。

## 跡地・遺産
仁王小学校が移転した後の作人館跡地には盛岡市立商業学校（1924年（大正13年）移転）が設立された。現在は、1876年（明治9年）に明治天皇が巡幸時に仁王小学校を行幸したことを記念した聖跡記念公園（日影門緑地）として整備されている。また、校名「作人館」を記した扁額1面は1985年（昭和60年）8月1日に盛岡市の有形文化財に指定されている（仁王小学校所蔵）。

## 著名な学校関係者

### 教員
- 小田為綱
- 那珂通高（句読師）
- 那珂通世（句読師）
- 杉村濬（剣術）

### 出身者
- 阿部浩
- 菊池武夫
- 原敬
- 田中舘愛橘
- 佐藤昌介
- 新渡戸仙岳